# Hass (facteurs de clavecins)
Pour les articles homonymes, voir Hass.

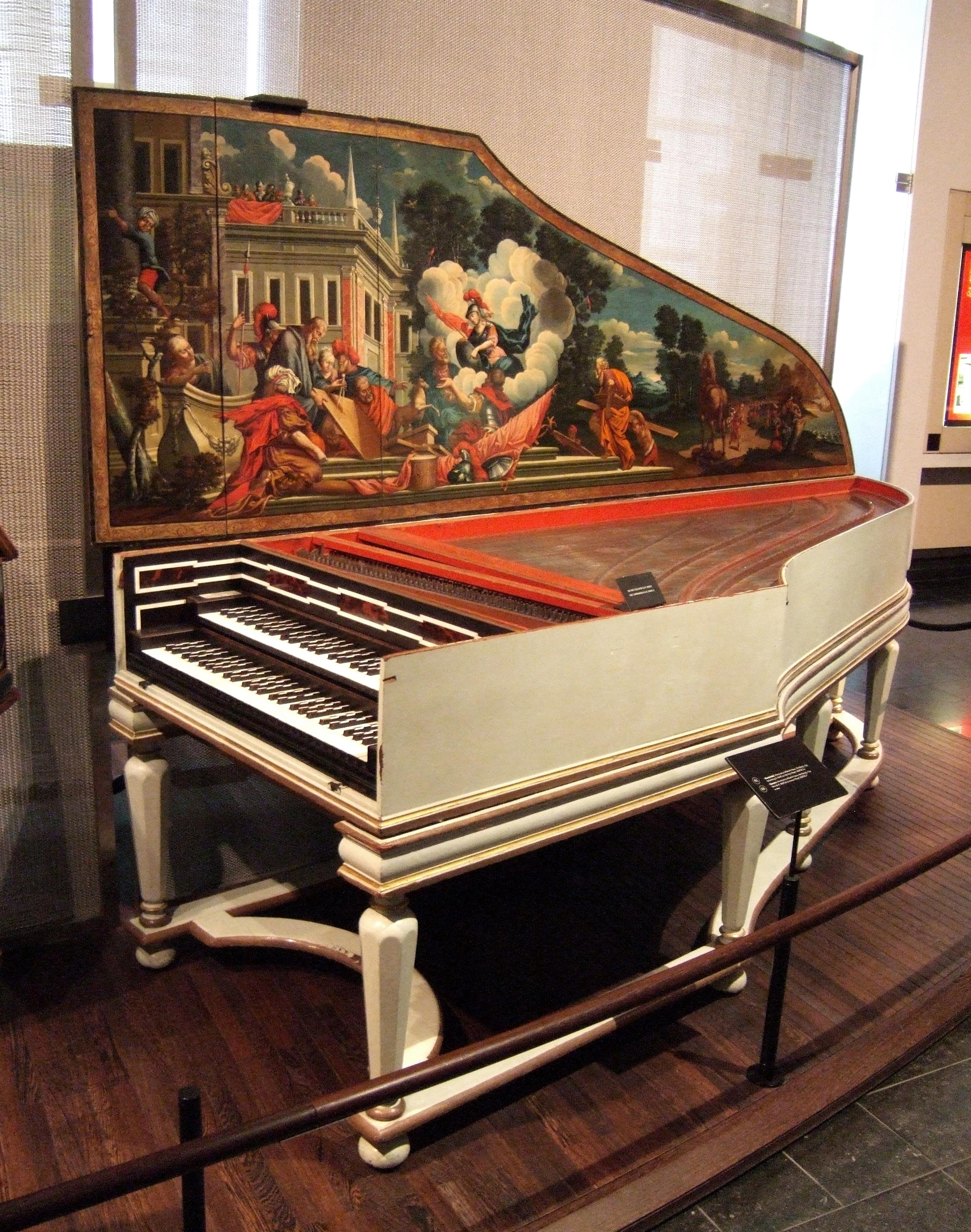
Clavecin Hass 1734 (Musée des instruments de musique, Bruxelles).

Les Hass (variantes Haß, Haas, Hasse, Hase, Hasch) sont une famille de facteurs de clavecins établis à Hambourg au XVIIIe siècle. Cette famille comprend Hieronymus Albrecht (1er décembre 1689 – 19 juin 1752 — dates de baptême et d'inhumation) et son fils Johann Adolph.

## Histoire
Né et mort à Hambourg, Hieronymus Albrecht en reçut la citoyenneté en 1711. En 1713, il est qualifié de Instrumentenmacher (facteur d'nstruments) et Clavirmacher (facteur de claviers) sur le certificat de naissance de son fils. Les derniers instruments qu'on sait de sa fabrication sont deux clavicordes non liés datés de 1744. Un Clavicimbel (clavecin) fut livré au duc Frédéric-Charles de Schleswig-Holstein-Plön la même année ; il est aujourd'hui  disparu.
Le premier écrit qui fasse référence à la famille date de 1758 quand le musicographe allemand Jakob Adlung mentionna « Hasse de Hambourg » comme facteur d'un cembal d’amour. Plus tard, en 1773, le musicographe anglais Charles Burney mentionne à son tour Hasse, father and son, both dead (« Hasse et fils, décédés tous deux ») comme facteurs d'orgues allemands et indique que their Flügel and Claviere are much sought after (« leurs instruments à clavier sont fort recherchés »).
Raymond Russell écrit à propos de Hieronymus Albrecht Hass et de son fils que l'importance et la qualité des instruments qui nous sont parvenus les placent au premier rang des facteurs allemands. Frank Hubbard pour sa part estime qu'un seul de leurs instruments peut être considéré comme de facture habituelle. Les instruments qui nous restent démontrent en effet les multiples tentatives de perfectionnement dans plusieurs directions : l'un daté de 1721 mesure 2,58 m de longueur et un autre de 1723 possède quatre registres (3 de 8 pieds, 1 de 4 pieds), selon une disposition inhabituelle. Hass a aussi fabriqué de façon occasionnelle des clavecins avec jeu de 16 pieds ou jeu de 2 pieds, dispositifs très rares.    
Hieronymus Albrecht Hass a construit le plus grand clavecin connu antérieur au XXe siècle : construit en 1740 cet instrument exceptionnel possède trois claviers, deux tables d'harmonie, cinq jeux de cordes (16, 8, 8, 4 et 2 pieds), six registres avec jeu de luth et jeu de harpe pour le 16 pieds. Cet instrument a été la propriété de Rafael Puyana, restauré et reproduit par la maison Robert Goble & Son.

## Instruments

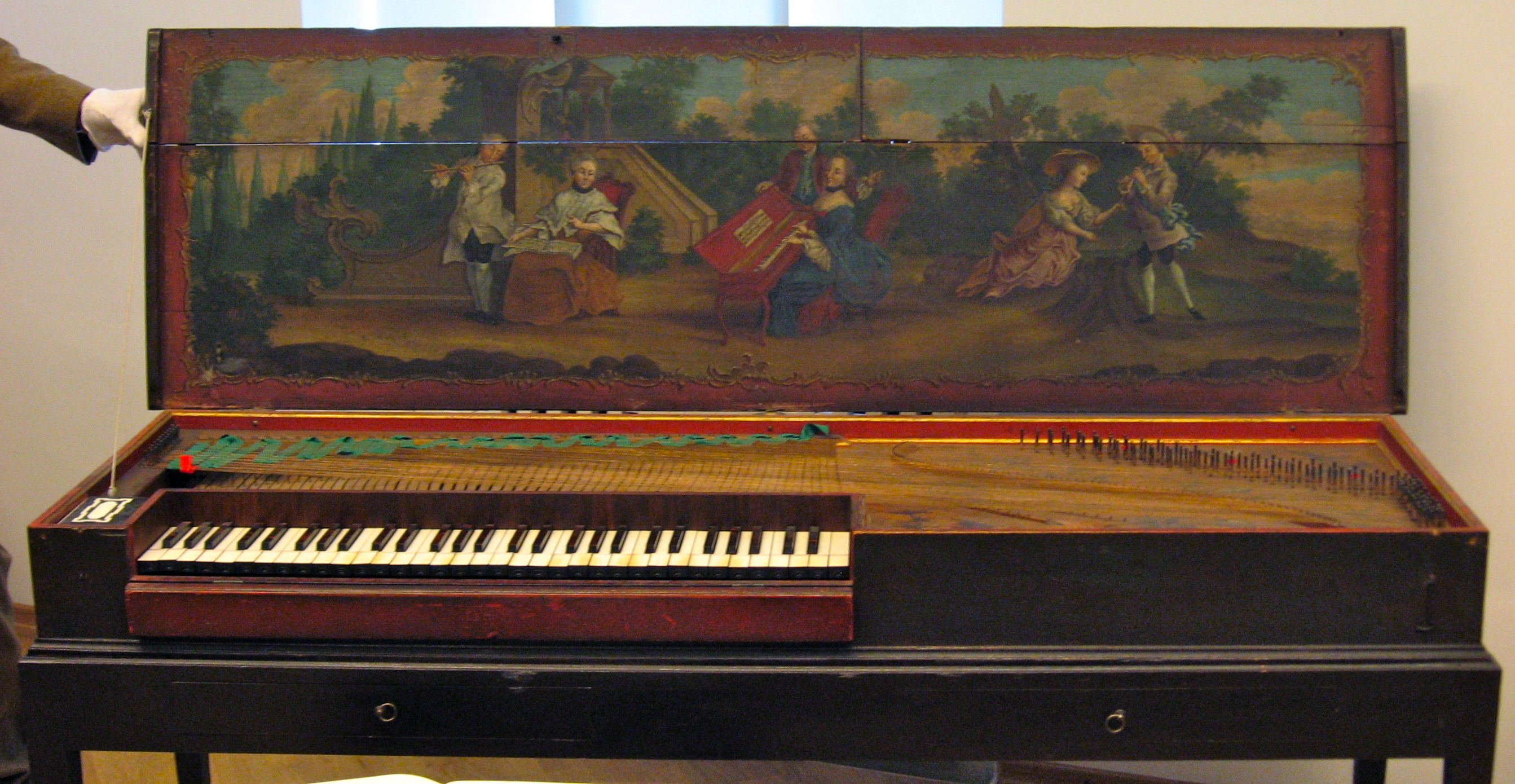
Clavicorde de Hieronymus Albrecht Hass 1742 (Musée des Arts et Métiers de Hambourg).

La production des instruments répertoriés de Hieronymus Albrecht Hass comprend onze clavicordes et sept clavecins,. En ce qui concerne les clavecins, ils possèdent tous une caisse avec éclisse courbe doublement incurvée en forme de « S », caractéristique de l'école hambourgeoise partagée avec les facteurs de la famille Fleischer et Christian Zell.
- Clavecin à deux claviers, 1721 (Musée de Göteborg, en Suède)[5] - plus tard transformé en piano [6]
- Clavecin à deux claviers, 1723 (Musée de Copenhague, au Danemark)[7]
- Clavecin à un clavier, 1726 (Leuvsta Bruk Manor House, en Suède)[8]
- Clavecin de 1728 (Musikinstrumenten-Museum, Berlin)
- Clavecin à un clavier, 1732 (Musée de l'industrie artistique d'Oslo, en Norvège)[9]
- Clavecin à deux claviers, 1734 (Musée des instruments de musique de Bruxelles)[10]
- Clavecin à trois claviers, 1740[11].

Les instruments attribués à son fils, Johann Adolph, clavicordes et clavecins, sont les suivants :
- Clavecin de 1760 (Université Yale)
- Deux clavicordes de 1763 (Collection Russell de l'Université d’Édimbourg)
- Clavecin de 1764 (Collection Russell de l'Université d’Édimbourg)[13]

## Discographie
- Johann Sebastian Bach. Six Partitas BWV 825-830, Rafael Puyana, clavecin à trois claviers 1740 (3 CD, SanCtuS, 2013).
- Fandango, Rafael Puyana, clavecin à trois claviers 1740 (1985, L'Oiseau-Lyre)
- Scarlatti, Sonates pour clavecin [30] - Rafael Puyana, clavecin à trois claviers 1740 (1989, 2CD Harmonia Mundi)
- Musique pour clavicorde : Matthias Weckmann, George Frideric Haendel, Georg Philipp Telemann, Carl Philipp Emmanuel Bach - Gisela Gumz, clavicorde Hieronymus Albrecht Hass 1742, conservé au Museum für Hamburgische Geschichte (mai 1986, Hungaroton HCD31185)

## Sources
- (en) Raymond Russell, The harpsichord and clavichord, Faber and Faber, (Londres, 1959)
- (en) Frank Hubbard, Three Centuries of Harpsichord Making, MA:  Harvard University Press, Cambridge, 1967,  (ISBN 0674888456)
- (en) Lancelot Edwin Whitehead, The Clavichords of Hieronymus and Johann Hass, Université d'Édimbourgh, 1994 (lire en ligne [PDF])
- (en) Donald Howard Boalch, Peter Williams et Alexander Pilipczuk, « Hass [Haas, Hasse, Hase, Hasch] », dans L. Macy (éd.), The New Grove Dictionary of Music and Musicians, vol. 29, Londres, Macmillan, 2001, 2e éd., 25 000 p. (ISBN 9780195170672, lire en ligne)
- (en) Igor Kipnis, The Harpsichord and Clavicord : an encyclopedia, New York, Routledge, coll. « Encyclopedia of Keyboard Instruments », 2007, 548 p. (ISBN 978-1-138-79145-9), p. 236-238

- « Projet d’acquisition d'un trésor national : clavecin à trois claviers Hieronymus Albrecht Hass, Hambourg 1740 (Musée de la musique) » [PDF] (version du 3 décembre 2008 sur Internet Archive)